# Akademisk Kor Århus
Akademisk Kor Århus, tidligere Jysk Akademisk Ungdomskor, er et klassisk amatørkor. Det består af ca. 35 sangere i alderen 18-35 år, de fleste med tilknytning til Aarhus Universitet og Det Jyske Musikkonservatorium. Koret ledes i dag af dirigent Jonas Rasmussen.
Koret fik sit gennembrud i de danske medier, da de i juli 2019 vandt det første verdensmesterskab i korsang, World Choral Championship, i Tokyo.
Desuden repræsenterede koret også Danmark ved det første Eurovision Choir of the Year, som blev afholdt i Riga i 2017.

## Historie
Koret blev dannet af dirigenten Søren K. Hansen i 1985. Dengang gik det under navnet Jysk Akademisk Ungdomskor og var tænkt som et slags aspirantkor til Jysk Akademisk Kor. Ungdomskoret udviklede dog hurtigt sin egen selvstændige profil og skiftede navn til Akademisk Kor Århus for at undgå navneforvekslinger.
Siden har koret været dirigeret af Uffe Most (1987-2005) og Ole Faurschou (2005-2017), indtil korets nuværende dirigent, Jonas Rasmussen, tog over i januar 2018.

## Hæder
Gennem årene har Akademisk Kor Århus bl.a. vundet følgende priser ved internationale korkonkurrencer:
- 1. plads i hhv. kategorierne "Musica Sacra" og "Musica Profana" samt vinder af Grand Prize-finalen ved Musica Sacra a Roma, 2015
- 2. plads i kategorien "Folklore" ved 11. Internationaler Chortwettbewerb i Tyskland, 2016
- 2. plads i hhv. kategorierne "Sacred Music" og "Mixed Choirs" samt vinder af Grand Prize ved Rimini International Choral Competition i Italien, 2018[4]
- Vinder af World Choral Championship i Tokyo, 2019[5]
- 1. Plads i hhv. kategorierne “Musica Sacra” og “Chamber choirs and Vocal ensembles” samt vinder af World Choral Cup ved Sing for Gold, 2022[6]

## Diskografi
- “Lotusøje”, udgivet på Exlibris 2020[7]

- "Forår og sommer i Den Gamle By", udgivet på Naxos, 2018[8]

- "Jul i Den Gamle By", udgivet på Naxos, 2012[9]
- "Derfra min verden går", 2008
- "Forunderligt", 2004
- "Full Fathom Five - Lyrics by William Shakespeare", 2002
- "Der er noget i luften", 1999
- "Cantate Domino", 1996
- "Lyse nætter", 1992